# Mirzec
Mirzec est un village polonais de la voïvodie de Sainte-Croix et du powiat de Starachowice. Il est le siège de la gmina de Mirzec et comptait 2 100 habitants en 2006.